# Julie (en 12 chapitres)
Pour les articles homonymes, voir Julie.
Pour plus de détails, voir Fiche technique et Distribution.
Julie (en 12 chapitres) (Verdens verste menneske, littéralement : La Pire Personne au monde) est un film norvégo-franco-dano-suédois co-écrit et réalisé par Joachim Trier, sorti en 2021.
Après Nouvelle Donne et Oslo, 31 août, du même réalisateur, le film clôt la trilogie d'Oslo.
Le film est présenté en « compétition officielle » au Festival de Cannes 2021 et son actrice principale remporte le prix d'interprétation féminine.

## Synopsis
Le film narre les tribulations professionnelles mais surtout sentimentales de Julie, jeune trentenaire norvégienne, assaillie de questions et de doutes.
Le film, découpé en un prologue, 12 chapitres et un épilogue, montre la progression de l'héroïne à travers quelques événements, situations, conversations et faits marquants.

## Chapitres

### Prologue
Julie, élève brillante, est étudiante en médecine à Oslo. Après avoir eu une révélation, elle décide de poursuivre sa carrière en psychologie. Encore indécise, après avoir parcouru son album de photos sur son téléphone, elle procède à un revirement total et décide finalement de devenir photographe. Alors qu'elle sort avec son premier petit ami, elle rencontre Aksel Willman, de quinze ans son aîné, un auteur de BD anticonformiste reconnu par le public. Malgré leur différence d'âge, ils commencent une relation qui paraît sérieuse.

### Chapitre 1 -Les autres
Aksel et Julie passent un week-end en famille chez les parents d'Aksel. Celui-ci, qui explique avoir passé l’âge de la jeunesse, à 44 ans, propose à Julie de fonder une famille. Mais elle lui répond ne pas être prête et ne sait pas quand elle le sera. Elle lui avoue ne pas avoir l’instinct maternel, raison pour laquelle elle n’a pas su jouer avec les enfants de la famille. Le matin, elle regarde Aksel faire des coloriages avec ses neveux nièces.

### Chapitre 2 -Infidélité
Alors qu’elle rentre chez elle après une séance de dédicaces d’Aksel pour la sortie de sa nouvelle BD, Julie entre à l’improviste dans une fête. Là, elle aborde Eivind, un serveur de bar. Bien qu'ils soient tous deux en couple, ils passent la nuit ensemble à parler, à s’observer et à se raconter des petits secrets sexuels. À l’heure de se quitter, ravis de cette rencontre et malgré l’intimité qu’ils viennent de partager, ils estiment ne pas avoir fait preuve d’infidélité envers leurs conjoints respectifs.

### Chapitre 3 -La fellation à l'ère de #MeToo
Julie décide d'écrire un article de blog sur ses préférences en matière de sexe oral. Aksel, impressionné par la qualité de l’article, encourage Julie à le publier en ligne.

### Chapitre 4 -Notre propre famille
Julie fête ses 30 ans avec Aksel au domicile de sa mère divorcée et avec sa grand-mère. Le père de Julie ne se présente pas, affirmant qu'il s'est blessé au dos. Quelques jours plus tard, Julie et Aksel rendent visite à son père, qui s'est remarié avec une femme qui a une fille adolescente. Julie lui demande s'il a lu son blog, mais il prétend qu'il n'a pas pu ouvrir le lien, laissant penser à Aksel qu'il l'évite intentionnellement. Sur le chemin du retour, Aksel explique à Julie qu'elle doit fonder sa propre famille.

### Chapitre 5 -Mauvais timing
Alors qu'elle se trouve dans la librairie où elle travaille, Julie rencontre Eivind et sa femme Sunniva ; ils discutent pendant que Sunniva attend dehors. En dînant avec le frère et la belle-sœur d'Aksel, celui-ci se plaint de l'adaptation cinématographique de sa série comique Bobcat, dans laquelle sa BD politiquement incorrecte est transformée en un fade film de Noël familial. Julie, désabusée, décide de sortir avec Eivind et tombe amoureuse de lui. Lorsqu'elle rentre chez elle le lendemain matin, elle rompt avec Aksel, mais ils font l'amour une dernière fois avant qu'elle ne quitte son appartement, bien qu'elle laisse entendre qu'ils pourraient se remettre ensemble à un moment donné.

### Chapitre 6 -Hautes terres de Finnmark
Le chapitre fait état de la relation entre Eivind et sa compagne Sunniva. Lors d'une sortie en camping dans les hautes terres de Finnmark, Sunniva fait une rencontre rapprochée avec un renne et a une révélation : elle se met à rechercher son ascendance, ce qui détermine qu'elle est à 3 % d’origine Sami. Cela l'amène à devenir une militante passionnée contre le changement climatique tout en poursuivant des activités telles que le yoga. Eivind finit par se lasser d'un discours qu'il ressent comme culpabilisant, et lorsqu'il rencontre Julie, il apprécie l'alternative qu'elle lui offre.

### Chapitre 7 -Un nouveau chapitre
Julie et Eivind emménagent ensemble. Bien qu'il ait depuis rompu avec Sunniva, il la suit toujours sur Instagram, ce que Julie découvre et accepte.

### Chapitre 8 -Le cirque narcissique de Julie
Lors d’une fête avec des amis, l'un d'eux découvre la réserve de champignons hallucinogènes d'Eivind. Après les avoir consommés, Julie subit des effets délirants, s'imagine jeter avec colère son tampon ensanglanté sur son père tout en affrontant ses peurs d'avoir des enfants.

### Chapitre 9 -Bobcat bousille Noël
Lors d’une séance d'exercices au fitness, Julie regarde une interview télévisée mettant en vedette Aksel à propos de l'adaptation cinématographique de ses bandes dessinées Bobcat. Lorsque l'animatrice accuse ses bandes dessinées d'être sexistes, Aksel se lance dans une défense ardente de son travail, qui semble impressionner Julie.

### Chapitre 10 -Le malaise dans la culture
Le frère d'Aksel rend visite à Julie à son travail et lui révèle qu'Aksel a contracté un cancer du pancréas devenu inopérable. Quelque temps plus tard, Eivind trouve à la poubelle une feuille chiffonnée. Il la lit et découvre une nouvelle que Julie avait écrite, qu'il juge excellente, croyant qu'elle y parle d’elle-même et sa famille. Julie le nie, se met en colère et reproche à Eivind son manque d'ambition personnelle.

### Chapitre 11 -Positive
Julie apprend qu'elle est enceinte, mais s’abstient de l’annoncer à Eivind, qui ne veut pas d'enfants. Elle se rend à l'hôpital pour rendre visite à Aksel, où ils se retrouvent tendrement. Il confie qu'il est dévasté par la perspective de ne plus avoir d'avenir, ses jours étant comptés à cause de son cancer. Julie lui avoue qu'elle est enceinte. Malgré les affirmations d’Aksel selon lesquelles elle serait une bonne mère, elle ne sait pas si elle veut garder ou non le bébé. De retour à la maison, elle informe finalement Eivind de sa grossesse. Ils décident alors de se séparer pendant qu'elle détermine si elle veut garder l'enfant ou non.

### Chapitre 12 -Tout a une fin
Aksel montre à Julie la porte de l'appartement de son enfance. Elle fait des photographies. Aksel évoque ses douleurs. Aksel souhaiterait à nouveau être avec elle dans son appartement. Aksel décède. Julie a ses règles sous la douche, ce qui montre qu'elle a perdu le bébé.

### Épilogue
Julie travaille comme photographe sur un plateau de tournage. Elle photographie une actrice. Puis elle aperçoit cette actrice avec Eivind et leur bébé. Julie sourit.

## Fiche technique
Sauf indication contraire, les informations mentionnées dans cette section peuvent être confirmées par la base de données cinématographiques IMDb,  présente dans la section « Liens externes ».
- Titre français : Julie (en 12 chapitres)
- Titre original norvégien bokmål : Verdens verste menneske (litt. : « la pire personne du monde »[2])
- Titre danois : Verdens værste menneske
- Titre suédois : Världens värsta människa
- Réalisation : Joachim Trier
- Scénario : Joachim Trier et Eskil Vogt
- Musique : Ola Fløttum
- Direction artistique : Mirjam Veske
- Costumes : Ellen Dæhli Ystehede
- Photographie : Kasper Tuxen
- Décors : Roger Rosenberg
- Montage : Olivier Bugge Coutté
- Sociétés de production : Arte France Cinéma, B-Reel Films, Film i Väst, MK2 Productions, Oslo Pictures, Snowglobe Films
- Budget : 5 millions d'euros[3]
- Pays de production :  Norvège,  Danemark,  Suède et  France
- Langue originale : norvégien
- Format : couleur
- Genre : comédie dramatique, romance
- Durée : 128 minutes
- Dates de sortie : 
  - France : 8 juillet 2021 (Festival de Cannes)  ; 13 octobre 2021 (sortie nationale)
  - Norvège : 15 octobre 2021
  - Suède : 19 novembre 2021
  - Danemark : 16 juin 2022

## Distribution
Sauf indication contraire, les informations mentionnées dans cette section peuvent être confirmées par la base de données cinématographiques IMDb,  présente dans la section « Liens externes ».
- Renate Reinsve (VF : Cécilia Debergh) : Julie, la jeune photographe et libraire
- Anders Danielsen Lie (VF : Michaël Rudy Cermeno) : Aksel, le dessinateur de BD
- Herbert Nordrum (no) (VF : Julien Chettle) : Eivind, le serveur
- Maria Grazia Di Meo (VF : Sophie Ostria) : Sunniva, compagne d’Eivind, la prof de yoga
- Hans Olav Brenner (no) (VF : Thomas Ausennac) : Ole Magnus, l’ami d’Aksel
- Helene Bjørnebye (VF : Sylvie Santelli) : Karianne
- Vidar Sandem (VF : Philippe Mijon) : Per Harald, le père de Julie
- Lasse Gretland : Kristoffer
- Karen Røise Kielland : Tone
- Savannah Marie Schei : Eva

## Production
Le tournage s'est déroulé en été 2020 à Oslo, mais a dû être interrompu plusieurs fois en raison de la pandémie de Covid-19 en Norvège. En automne 2020, plusieurs prises ont été tournées au studio Fares von Film i Väst à Trollhättan en Suède.

## Accueil

### Accueil critique
L'accueil critique au Festival de Cannes est globalement positif voire élogieux d'après The Guardian ou Télérama.
Dans le Masque et la Plume, Jean-Marc Lalanne des Inrockuptibles estime qu'il y a « un scénario qui est vraiment implacable, extrêmement cruel et très sombre, et qui fait penser aux Nuits de la pleine lune d'Éric Rohmer, il y a cette dimension de piège qui se referme sur un personnage féminin extrêmement attachant, extrêmement séduisant et qui va être la victime de son inconstance, et qui va faire de mauvais choix à un moment donné sur des décisions infimes ».
Dans La Croix, Céline Rouden pense que « l’actrice norvégienne Renate Reinsve illumine cette chronique générationnelle d’une trentenaire qui se cherche, professionnellement comme en amour, et finit par trouver le chemin de sa propre liberté ».
Clarisse Fabre, du Monde, juge que « le titre norvégien du film, Julie, la pire personne au monde, donne la mesure de la noirceur décalée du scénario : d’une certaine manière, l’héroïne gâche ce qu’elle a entre les mains ; mais on peut aussi envisager, de façon plus lumineuse, qu’elle quitte sa « vie antérieure » pour une autre, jugée meilleure ».
En France, le site Allociné propose une moyenne des critiques presse de 4,2/5.

### Box-office
| Pays ou région | Box-office      | Date d'arrêt du box-office | Nombre de semaines |
| -------------- | --------------- | -------------------------- | ------------------ |
| Norvège        | 262 094 entrées | -                          | -                  |
| France         | 221 136 entrées | 8 mars 2022                | 21                 |
| Total mondial  | 12 687 507 $    | -                          | -                  |

## Autour du film
- Pendant un temps, Julie travaille chez Norli (bookshop) (en).

## Distinctions

### Récompenses
- Festival de Cannes 2021 : Prix d'interprétation féminine pour Renate Reinsve[14]
- Lumières 2022 : Meilleure coproduction internationale
- Goyas 2023 : Meilleur film européen

### Nominations
- César 2022 : Meilleur film étranger
- Oscars 2022 : 
  - Meilleur scénario original
  - Meilleur film international